# Маргарита (фільм, 2015)
«Маргарита» (фр. Marguerite) — драматичний фільм 2015 року, поставлений режисером Ксав'є Джаннолі. Світова прем'єра стрічки відбулася 4 вересня 2015 року на 72-му Венеційському кінофестивалі, де він брав участь в основній конкурсній програмі, а в Україні — 28 липня 2016 року. Фільм отримав 11 номінацій у 10-ти категоріях на здобуття кінопремії «Сезар» 2016 року, у чотирьох з яких отримав нагороди .

## Сюжет
1921 рік, Париж. Щороку любителі музики збираються в замку Маргарити Дюмон (Катрін Фро). Ніхто майже нічого не знає про цю жінку за винятком того, що вона багата і що увесь час присвячує головній своїй пристрасті — музиці. Маргарита співає. Вона співає щиро, але страшенно фальшиво. Їй ніхто ніколи не говорив про те, що її спів жахливий, але лицемірні гості не пропустять можливості прийти і посміятися над її виступами. Чоловік, родичі і друзі підтримують Маргариту і вона продовжує жити в ілюзії. Коли молодий журналіст вирішує написати захоплену статтю про останній виступ, Маргарита починає ще більше вірити у свій талант. Усе ускладнюється того дня, коли Маргарита, остаточно увірувавши у свій талант співачки, вирішує виступити в Опері…

## У ролях
| Катрін Фро       | ···· | Маргарита Дюмон  |
| Андре Маркон     | ···· | Жорж Дюмон       |
| Мішель Фо        | ···· | Атос Пецціні     |
| Кріста Тере      | ···· | Хезел            |
| Дені Мпунга      | ···· | Мадельбо         |
| Сільвен Дьюед    | ···· | Люсьєн Бомон     |
| Обер Фенуа       | ···· | Кірілл фон Пріст |
| Софія Лебутт     | ···· | Фелісіте         |
| Тео Шольбі       | ···· | Дієго            |
| Астрід Веттналл  | ···· | Франсуаза Белер  |
| Венсан Шмітт     | ···· | лікар            |
| Крістіан Перейра | ···· |                  |
| Мартіна Паскаль  | ···· |                  |
| Грегуар Штрекер  | ···· | Мішель Оренбах   |
| Жан-Ів Тюаль     | ···· | мосьє Топ        |

## Визнання
| Нагороди та номінації фільму «Маргарита» | Нагороди та номінації фільму «Маргарита» | Нагороди та номінації фільму «Маргарита»        | Нагороди та номінації фільму «Маргарита» | Нагороди та номінації фільму «Маргарита» | Нагороди та номінації фільму «Маргарита» |
| Рік                                      | Кінофестиваль/кінопремія                 | Категорія/нагорода                              | Номінант                                 | Результат                                |                                          |
| ---------------------------------------- | ---------------------------------------- | ----------------------------------------------- | ---------------------------------------- | ---------------------------------------- | ---------------------------------------- |
| 2015                                     | Приз Луї Деллюка                         | Найкращий фільм                                 | Маргарита                                | Номінація                                |                                          |
| 2015                                     | 72-й Венеційський кінофестиваль          | Золотий лев                                     | Маргарита                                | Номінація                                |                                          |
| 2015                                     | 72-й Венеційський кінофестиваль          | Премія Green Drop                               | Ксав'є Джаннолі                          | Номінація                                |                                          |
| 2015                                     | 72-й Венеційський кінофестиваль          | Премія Nazareno Taddei                          | Ксав'є Джаннолі                          | Перемога                                 |                                          |
| 2016                                     | Премія «Люм'єр»                          | Найкращий фільм                                 | Маргарита                                | Номінація                                |                                          |
| 2016                                     | Премія «Люм'єр»                          | Найкращий режисер                               | Ксав'є Джаннолі                          | Номінація                                |                                          |
| 2016                                     | Премія «Люм'єр»                          | Найкраща акторка                                | Катрін Фро                               | Перемога                                 |                                          |
| 2016                                     | Премія «Люм'єр»                          | Найкращий сценарій                              | Ксав'є Джаннолі                          | Номінація                                |                                          |
| 2016                                     | Премія Магрітт                           | Найкращий іноземний фільм спільного виробництва | Маргарита                                | Номінація                                |                                          |
| 2016                                     | Премія «Сезар»                           | Найкращий фільм                                 | Маргарита                                | Номінація                                |                                          |
| 2016                                     | Премія «Сезар»                           | Найкраща режисерська робота                     | Ксав'є Джаннолі                          | Номінація                                |                                          |
| 2016                                     | Премія «Сезар»                           | Найкраща акторка                                | Катрін Фро                               | Перемога                                 |                                          |
| 2016                                     | Премія «Сезар»                           | Найкращий актор другого плану                   | Мішель Фо                                | Номінація                                |                                          |
| 2016                                     | Премія «Сезар»                           | Найкращий актор другого плану                   | Андре Маркон                             | Номінація                                |                                          |
| 2016                                     | Премія «Сезар»                           | Найкращий сценарій                              | Ксав'є Джаннолі                          | Номінація                                |                                          |
| 2016                                     | Премія «Сезар»                           | Найкращий дизайн костюмів                       | П'єр-Жан Ларрок                          | Перемога                                 |                                          |
| 2016                                     | Премія «Сезар»                           | Найкращі декорації                              | Мартін Курель                            | Перемога                                 |                                          |
| 2016                                     | Премія «Сезар»                           | Найкраща операторська робота                    | Глінн Спекарт                            | Номінація                                |                                          |
| 2016                                     | Премія «Сезар»                           | Найкращий монтаж                                | Сиріл Накаш                              | Номінація                                |                                          |
| 2016                                     | Премія «Сезар»                           | Найкращий звук                                  | Франсуа Мусі, Габріель Гафнер            | Перемога                                 |                                          |